# Mnesistega
Mnesistega is een geslacht van vlinders van de familie dominomotten (Autostichidae), uit de onderfamilie Symmocinae.

## Soorten
- M. convexa Meyrick, 1923
- M. talantodes Meyrick, 1918